# Dunegeaster- en Follegeasterpolder
De Doniagaaster- en Follegaasterpolder (Fries: Dunegeaster- en Follegeasterpolder) is een natuurgebied op de westelijke oever van het Tjeukemeer in de gemeente De Friese Meren, in de Nederlandse provincie Friesland.
Het natuurgebied is ontstaan in de polders van Doniaga, de Doniagaasterpolder en Follega, de Follergaasterpolder. Het oorspronkelijke gebied was 8 hectare groot maar in het begin van de 21ste eeuw is het verder uitgebreid naar 74 hectare. Het gebied werd vergroot dankzij ruilverkaveling. Het gebied wordt beheerd door het It Fryske Gea.
Van het schrale landen dat in de bloeitijd wordt gekleurd door dotterbloem, zuring en echte koekoeksbloem is in Friesland nog maar weinig over. Ontwatering, te weinig schoon water en kwelwater dat rijk is aan mineralen, de bemesting en verzuring zijn funest geweest. Het beheer was daarop bij het begin gericht om het gebied te ontwikkelen tot een boterbloemenhooiland, rietland en moerasoever. Het gebied is daarom natter gemaakt en minder bemest.
Aeltsjemar
· De Alde Feanen
· Bakkeveense Duinen
· Bancopolder
· Bekhofschaans
· Bjirmen
· Blauhúster Puollen
· Bocht fan Molkwar
· Botmar
· Bouwepet
· Buismans Einekoai
· Bûtenfjild
· Van Coehoornbosk
· Delleboersterheide
· Diakonieveen
· Dobbe Stienser Aldlân
· Dobben Hurdegarypsterwarren
· Dunegeaster- en Follegeasterpolder
· Dyksfearten
· Eanjumerkolken
· Easterskar
· Einekoai Piaam
· Einekoaien Lytse Geast
· De Fluezen
· Grikelân en Turkije
· Grutte Wielen
· Heide Hulstreed
· De Hon
· Huitebuersterbûtenpolder
· Joodse begraafplaats Tacozijl
· Joodse begraafplaats Noordwolde
· Kapellepôle
· Ketelermar
· Ketliker Skar
· Kobbelân
· Lendebos
· Lindevallei
· Liphústerheide
· Makkumersúdmar
· Makkumerwaarden
· Mandefjild
· Martenastate
· Meulebos
· Meulereed
· Mokkebank
· Mûntsebuorsterpolder
· Noard-Fryslân Bûtendyks
· 't Oerd
· Ottema Wiersma reservaat
· Park Huize Olterterp
· Park Jongemastate
· Peazemerlannen
· Petgatten De Feanhoop
· Polders Koarnwert
· Ringwiel
· Rysterbosk
· De Ryp
· Schaopedobbe
· Séfonsterpolder
· Sippen-finnen
· Skiedingsboskje
· Slachtedyk
· Steile Bank
· Stokersdobbe
· Sudermarpolder
· Syp Set
· Taconisbosk
· Tsjongerwâlen
· Teroelster Sipen
· Unlân fan Jelsma
· Van Asperen einekoaien
· Warkumermar
· Warkumerwaard
· 't West
· Wilhelmina-oard
· Ychtenerfeanpolder